# Synargis gela
Synargis gela is een vlindersoort uit de familie van de prachtvlinders (Riodinidae), onderfamilie Riodininae.
Synargis gela werd in 1853 beschreven door Hewitson.